# Kościół św. Michała Archanioła w Karlinie

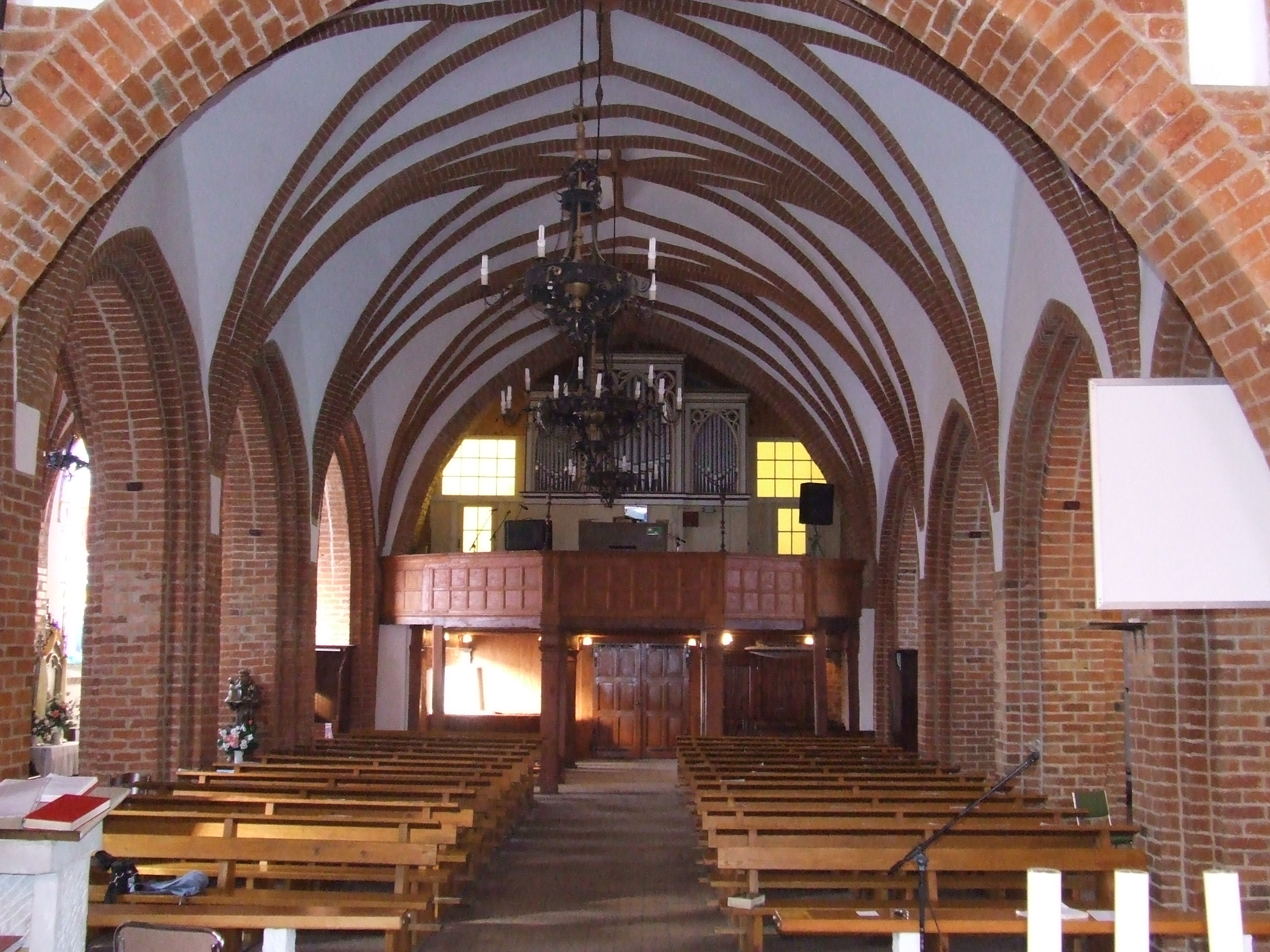
Wnętrze kościoła

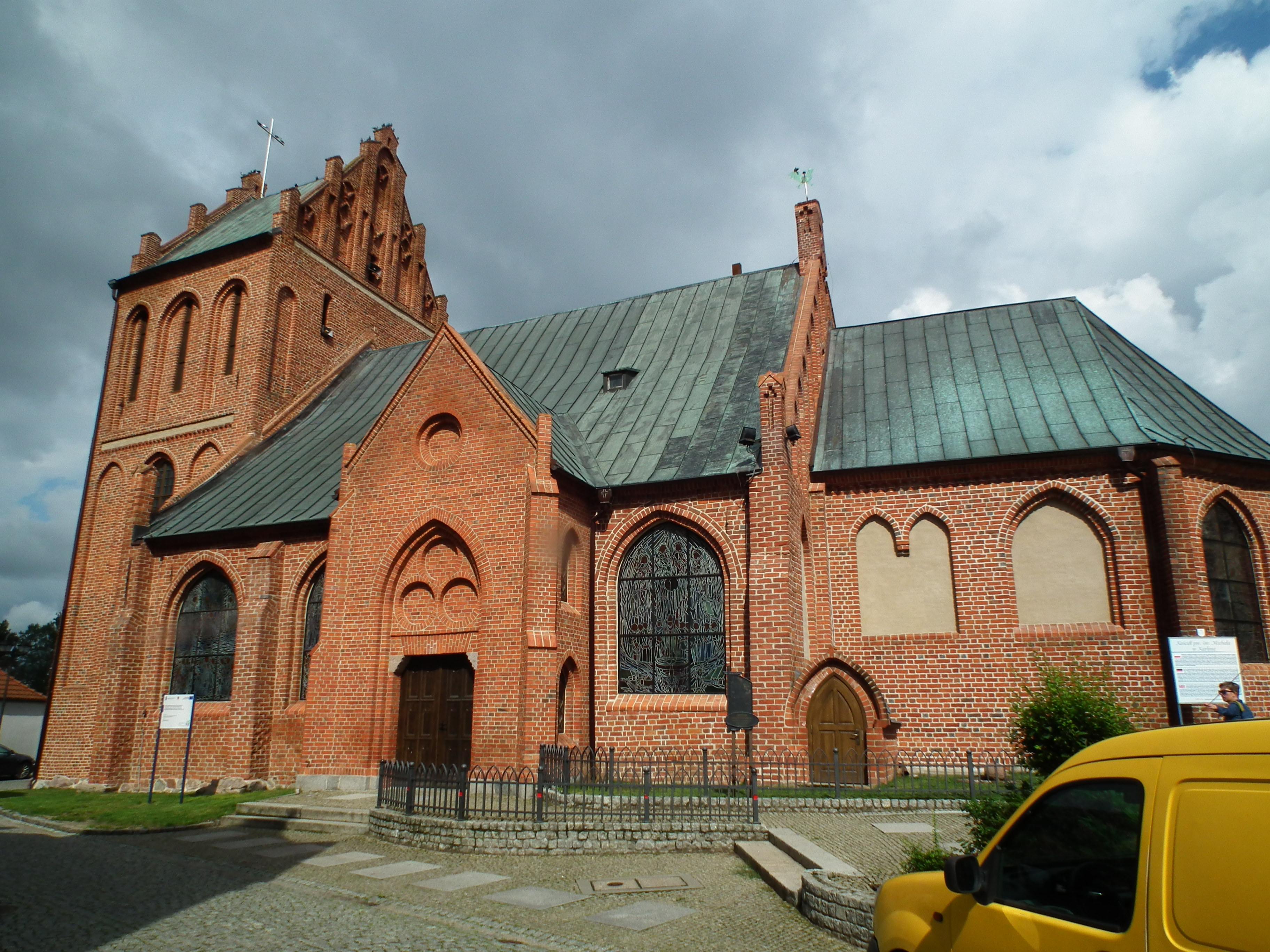
Całość bryły od strony rynku

Kościół pw. św. Michała Archanioła w Karlinie – kościół rzymskokatolicki należący do parafii o tej samej nazwie, do dekanatu Białogard, diecezji koszalińsko-kołobrzeskiej, metropolii szczecińsko-kamieńskiej.

## Architektura
Kościół zbudowany z cegły w stylu późnogotyckim, halowy (trzynawowy), orientowany (ołtarz główny umieszczony w kierunku wschodnim, a wydłużony kształt w kierunku wschód-zachód). Jest nieotynkowany, zbudowany z cegły o szerokich i niskich proporcjach.
Obiekt, po stronie zachodniej, zamyka trzykondygnacyjna, kwadratowa wieża, podobna do bramy miejskiej, w której umieszczono wejście główne. Na szczytach wieży znajdują się pinakle (fiale); charakterystyczny dla gotyku element dekoracyjny. Wieńczyły one naroże  wieży. Dookoła wieży biegnie fryz oddzielający go od kondygnacji. We wieży znajdują się niewysokie okna zwieńczone łukiem okrągłym umieszczone w prawie zamkniętych niszach.
Dawny wygląd kościoła znany jest z rycin E. Lubinusa  i M. Meriana.
Do połowy XVII wieku posiadał wysoką sygnaturkę na szczycie wieży (bardzo wąska i wysoka wieżyczka).
Elewacja południowa i północna wieży jest zróżnicowana (różna ilość okien, blendy w elewacji południowej, pozostałość sygnaturki przy elewacji północnej). Otwory okienne i blendy (bez maswerków i profilowanych węgarów) są zwieńczone ostrołukowo. Po stronie północnej wieży umieszczono schody kręcone. Pod wieżą jest duże pomieszczenie pełniące rolę przedsionka głównego.
Cały obiekt przedstawia się jako bryła zwarta, jednokondygnacyjna, z dwuspadowym dachem nad nawą i wieżą. Budowla posiada mury oporowe i blendy. Dawniej kościół pokryty był dachówką, obecnie blachą miedzianą. W elewacji południowej, na środku bryły, umieszczono kwadratową kruchtę boczną (boczne wejście).
Boczne nawy różnią się wysokością. Wewnątrz kościoła nawy pokryte są pięknym sklepieniem gwiaździstym,  sklepienia wychodzą bezpośrednio ze ścian. Prezbiterium jest wyodrębnione i zakończone trójbocznie apsydą otwartą do wnętrza, na wprost wejścia głównego. Po stronie północnej apsydy znajduje się zakrystia, przy której jest wejście boczne do kościoła.

## Otoczenie
Do początku XIX wieku był otoczony cmentarzem przykościelnym. Cmentarz zlikwidowano rozkazem z 24 VII 1808 r., na mocy którego zabroniono grzebania zmarłych. Nowy cmentarz urządzono przy obecnej ul. Koszalińskiej na tzw. Wzgórzu Wiatracznym (obecnie teren parku miejskiego i amfiteatru).
Do 1907 r. był przesłonięty od strony rynku, budynkiem ratusza (spalony 27 I 1907 r. podczas obchodów urodzin cesarza niemieckiego, później odbudowany w południowo-wschodnim narożniku Placu Jana Pawła 2) – po spaleniu ratusza odsłonił się kościół w całej okazałości.

## Historia
- W 1355 powstała parafia katolicka (we wcześniejszych dokumentach miejskich nie ma wzmianek o tym, jak wyglądał pierwszy kościół).
- Kościół parafialny spłonął w czasie walk w 1409 r., gdy latem Bogusław VII zdobywa Karlino i pali je. (Jest to czas sporów, zatargów i walk politycznych pomiędzy biskupstwem, księciem i miastami). Przez około 100 lat wierni Kościoła katolickiego uczęszczali na nabożeństwa odprawiane w tymczasowej kaplicy.

- Dodatkowo, przy szpitalu, poza murami miasta, znajdował się mały kościół zwany kaplicą wystawiony w końcu XV wieku (ze względu na zły stan techniczny i brak funduszy na odbudowę, z rozkazu biskupa Franciszka sprzedano jej pozostałości do Krukowa i tam zbudowano kościół).

### Kościół z XVI w.
- Obecny kościół został wzniesiony w 1510 r. (na polecenie biskupa Martina von Karith, przez ówczesnego burmistrza Clausa Rinkholda) w miejscu wcześniejszego kościoła zniszczonego w 1409 r.

#### XVII wiek
- Kościół został zniszczony podczas pożaru w 1685 r. (zostało wypalone wnętrze kościoła i prezbiterium, zniszczeniu uległ szpic wieży). O wielkości i miejscach zniszczenia mogą świadczyć widoczne do dziś ślady w postaci rozwarstwienia widocznego w narożnikach wieży, takie same rozwarstwienia w nawach, niekonsekwencja w kompozycji wieży, które stały się zauważalne gdy odbudowywano kościół.
  - Podczas pożaru został zniszczony obraz namalowany na drewnie przedstawiający biskupa Martina Carith (fundator kościoła, który został pochowany w kościele) oraz obraz przedstawiający scenę "Uczty u Heroda" i "Ścięcie Jana Chrzciciela".
  - Zniszczony został kamienny nagrobek biskupa Martina Weyhera (II połowa XVI wieku znajdujący się w prezbiterium kościoła – nagrobek został później odnowiony na koszt rodziny biskupa).
- W 1686 r. sprawiono nowy dzwon kościelny wykonany przez ludwisarza z Kołobrzegu Ernsta Kridewidta (Kreideweiss)
- W 1690 r. wstawiono do kościoła organy muzyczne.

#### XIX wiek
- Kościół bardzo zniszczono w 1807 r. podczas przemarszów i kwaterowania wojsk francuskich. Budynek był wykorzystywany jako magazyn wojskowy. Nabożeństwa odbywały się w budynku plebanii (w dwóch największych pokojach), dokąd przeniesiono część wyposażenia kościoła.
- Pod koniec XIX wieku kościół ponownie przeznaczono na cele sakralne.
- W 1844 r. sprawiono nowe organy za 3600 tal., urządzono nowy prospekt organowy oraz emporę
- W 1853 r. postarano się o nowy dzwon (dzwon z napisem "Soli Deo Gloria").
- Odbudowano go i częściowo rozbudowano, przeprowadzono bardzo poważne prace remontowe, na wiosnę 1866 r. (na okres remontu tymczasową funkcję kościoła pełniła dawna ujeżdżalnia garnizonowa). Przy pracach byli zatrudnieni jeńcy austriaccy (600 osób) sprowadzeni do Karlina po bitwie pod Sadową (3 VII 1866 r.).
  - Podczas tego remontu zmieniono wymiary otworów okiennych w elewacji północnej, odnowiono boczne wejście do kościoła od strony południowej, wstawiono nowe empory, odbudowano zakrystię, dobudowano kruchtę nadając jej inną formę. Zostały sprawione nowe ławki, ambona, ołtarz główny, ufundowano nowe cyborium (puszka do komunikantów), kubek do chrztu, krucyfiks na ołtarz, obraz olejny i lichtarz.

- W 1884 r. urządzono nowe ogrzewanie kościoła,
- W 1890 r. przystąpiono do większej renowacji kościoła: wymieniono zewnętrzne, zniszczone kamienie i cegły, wstawiono drugie okno i piec kaflowy w zakrystii, powiększono chór (do potrzeb 50 chórzystów).
- W 1891 r. zamówiono u malarza z Berlina, E.A.Fischera (pochodził z Karlina) nowy obraz dla ołtarz głównego; w 1892 r. obraz został podarowany kościołowi. W podziękowaniu za dar artysta otrzymał tytuł honorowego obywatela miasta Karlina.
- W 1894 r. wstawiono 2 piece i odnowiono urządzenia ogrzewania.
- W 1898 r. oczyszczono sklepienie gwiaździste i przywrócono mu pierwotną formę, wymalowano wnętrze i wyeksponowano emporę w związku ze wstawieniem organów.

#### XX wiek
- W 1901 r. został odlany przez Franza Schellinga (ludwisarza z Apoldy) kolejny dzwon, na wieży kościelnej zawisł 1 maja 1901 r.
- 1903 r. – nieznane małżeństwo ofiarowuje kościołowi dywan (wartość - 337,4 mk)
- 22 lipca 1917 r. dzwony zostały zdjęte z wieży, ozdobione girlandami i odwiezione na stację na miejsce składowania
- W 1926 r. nauczyciel i kantor Benz wystarał się o nowe dzwony
- W 1929 r. dzwony i organy kościelne otrzymały urządzenia elektryczne.
- 1937 r. budowniczy organów z Kołobrzegu Wilhelm Grisard gruntownie remontuje organy.

## Wyposażenie wnętrza kościelnego – wartościowe obiekty ruchome o charakterze zabytkowym
Według inwentaryzatora z 1889 r. kościół w Karlinie posiadał 4 zabytkowe obiekty, według współczesnych informacji jest tych ruchomości o wiele więcej. Są to:

### Ołtarz boczny
- ołtarz boczny (rama) – czas powstania XVIII wiek. Wykonany z drewna polichromowego w stylu klasycystycznym. Polichromowanie w kolorze białym, ze złoconymi detalami. Autor nieznany. Pierwotnie pełnił funkcję Ołtarza Głównego. W czasie prac remontowych przeniesiony i zmontowany jako Ołtarz Boczny. Predella i retabulum oprawione w jednorodnie stylistyczną ramę. Podstawę stanowi układ potrójnej, prostej listwy, która oddziela predellę od retabulum. Przedstawienie malarskie "Chrystusa w Ogrójcu" ujęte jest w klasycystyczną ramę. Boki ramy to dwie kolumny, zachowujące podziały na bazę, trzon i kapitel. Baza zakończona podwójnym wałkiem. Trzon kandelowany, głowica koryncka, nasadnikowa, od dołu stylizowana wić akantu, powyżej ramiona waluty wygięte ku górze. Całość zakończona zagiętym nasadnikiem trapezoidalnym z pięciolistnym kwiatkiem pośrodku pola. Powyżej pilaster przechodzi w arkadę wieńczącą ołtarz z góry. Arkada to prosta płyta z nałożoną dekoracją astragalu na krawędziach. W środku stylizowane rozetki kwiatowe. Na środku podwieszone putto ze skrzydełkami (główka putta).

### Obrazy
- rysunek "Złożenie Chrystusa do grobu" – wykonany w 1858 r. w stylu klasycystycznym przez F. Schuberta. Obraz dwuplanowy, o wymiarach 3,2 m x 2,6 m. Na pierwszym planie leżąca postać Chrystusa niesiona przez mężczyznę i młodzieńca, z lewej strony klęcząca postać w długiej szacie, z prawej stojąca postać starca. Z tyłu postacie męskie i kobiece. Na drugim planie Góra Kalwaria z trzema krzyżami, wokół których zgrupowane są postacie męskie i kobiece. Obraz monochromiczny, rysowany czarnym ołówkiem na kremowym papierze. Całość naklejona na płótno.
- obraz "Chrystus w Ogrójcu" wykonany na płótnie techniką olejną w 1892 r. w stylu klasycystycznym przez E. A. Fischera. Na pierwszym planie klęczący, modlący się Chrystus. Nad Chrystusem po lewej stronie anioł. Scena umieszczona wśród skalistego krajobrazu. W lewym, dolnym rogu sygnatura.  Obraz w płaskich, prostych, drewnianych ramach.
- obraz olejny, nieznanego autora – "Niepokalane poczęcie Najświętszej Marii Panny"; czas powstania XIX wiek. Przedstawia kopię obrazu Murilla znajdującego się w Ermitażu. Obraz oprawiony w szeroką, drewnianą, złoconą ramę. W narożach i na półokrągłym zwieńczeniu - ażurowa dekoracja formie małżowinowej.

### Organy
- zbudowane zostały w połowie XIX wieku, w stylu neogotyckim. Zostały umieszczone na drewnianym chórze muzycznym, nad głównym wejściem do Kościoła. Szafa organowa wolnostojąca, zamykana drzwiczkami dwuskrzydłowymi, mieści dwie klawiatury manuałowe. Nad klawiaturami pulpit, po bokach manubria rejestrowe (toczone uchwyty z porcelanowymi tabliczkami). Frontowa oprawa szafy trójsegmentowa z nieco wysuniętą częścią środkową. Każdy segment zwieńczony profilowanym fryzem koronkowym. U dołu szafy rozmieszczone elementy traktury, za prospektem wiatrownice, a z tyłu wiatrownica pedałowa. W osobnej obudowie usytuowany wielofałdowy, ręcznie uruchamiany(aktualnie elektryczna dmuchawa), miech powietrzny. Organy pod ochroną konserwatorską.

### Płyty nagrobne
- płyta nagrobna z 1681 r. wykonana w piaskowcu, autor nieznany. Płyta w kształcie prostokąta o wymiarach 1,90 m x 1,45 m, dekorowana na narożach ornamentem kwiatowym, pole wewnętrzne wypełnia owalna tablica otoczona wieńcem laurowym. Napis usytuowany w czterech partiach.
- płyta nagrobna z 1681 r. wykonana w piaskowcu, autor nieznany. Płyta w kształcie prostokąta o wymiarach 2.0 m x 1,5 m z napisem rozmieszczonym w okręgu. Napis częściowo nieczytelny.
- płyta nagrobkowa z 1798 r. wykonana w piaskowcu, autor nieznany. Płyta w kształcie prostokąta o wymiarach 1,6 m x 1,15 m. Napis majuskułą w sześciu wierszach, częściowo nieczytelny.

### Dzwony
- dzwon wykonany na początku XVIII wieku, żeliwny, kielichowaty, odlewany w pracowni Ernesta Kreideweissa. Korona sześcioramienna, Na czopie dwa rzędy ornamentu roślinno-geometrycznego rozdzielone profilem. Na płaszczu wyryty napis: PROVISOR DAVID SCHMIDT.
- dzwon z żeliwa z 1926 r. wykonany w pracowni Frantza Schellinga. Dzwon o kształcie kielichowatym.

### Pozostałe
- romańska, granitowa kropielnica z przełomu XII/XIII wieku, autor nieznany. Wykonana z granitu czarno-żyłkowatego, o kształcie zbliżonym do spłaszczonego walca, z dwoma wyraźnymi krawędziami. Od góry otwór na wodę święconą.
  - Kropielnica została znaleziona podczas porządkowania terenu okalającego kościół. Wykopana, oczyszczona i wstawiona do kościoła przy bocznym wejściu.
- chrzcielnica drewniana, powstała w XVII / XIX wieku. Pomalowana białą farba olejną. Autor nieznany. Obecnie usytuowana w prezbiterium. Chrzcielnica ośmioboczna, w kształcie kielicha – baza, trzon, czasza i pokrywa zachowują podział ośmioboku. Zwieńczona prostym, łacińskim krzyżem.
- balustrada empory organowej – wykonana z drewna, powstała w nieznanym warsztacie stolarskim. Wykonana w postaci drewnianej platformy na ośmiu czworobocznych słupach i czterech pilastrach. Wypełnia zachodnią część nawy głównej i zachodzi pięciobocznym balkonem do wnętrza korpusu nawowego. Balustrada pełna; na dole cokół, u góry – profilowany gzyms. Przechodzący w płaski parapet. Lico podzielone na pięć segmentów (powierzchnie pokryte kratownicą z wypukłych listew).

- fotel neobarokowy, drewniany, wyściełany tkaniną aksamitną, z XIX wieku, (autor nieznany).
- fotel z drewna i skóry z przełomu XIX – XX wieku, wykonany w nieznanym warsztacie stolarskim.
- świecznik neobarokowy, drewniany, toczony z XIX wieku (autor nieznany).
- kandelabr trójramienny z początku XX wieku, wykonany z mosiądzu i żelaza w nieznanym warsztacie. Para kandelabrów umieszczona jest na parapecie empory organowej.
- lampa wisząca z początku XX wieku, wykonana z mosiądzu, żelaza i szkła w formie stanowiącej kompilację świecznika i korony. Autor nieznany.
- drzewce z przełomu XIX – i XX wieku, wykonane z mosiądzu przez nieznanego autora. Drzewce zakończone w formie dekoracyjnej przestrzennej ozdoby w kształcie litery U, dekorowane wicią akantu.
- puszka na komunikanty, wykonana z miedzi złoconej w nieznanym warsztacie złotniczym. Ozdobiona fryzem z wypukłych perełek., wnętrze puszki – złocone.
- zegar szafkowy z przełomu XIX i XX wieku, wykonany w nieznanym warsztacie w stylu neobarokowym. Zegar z wahadłem i ciężarkami na łańcuszkach; elementy wykonane z mosiądzu, obudowa drewniana ciemnobrązowa.

## Galeria

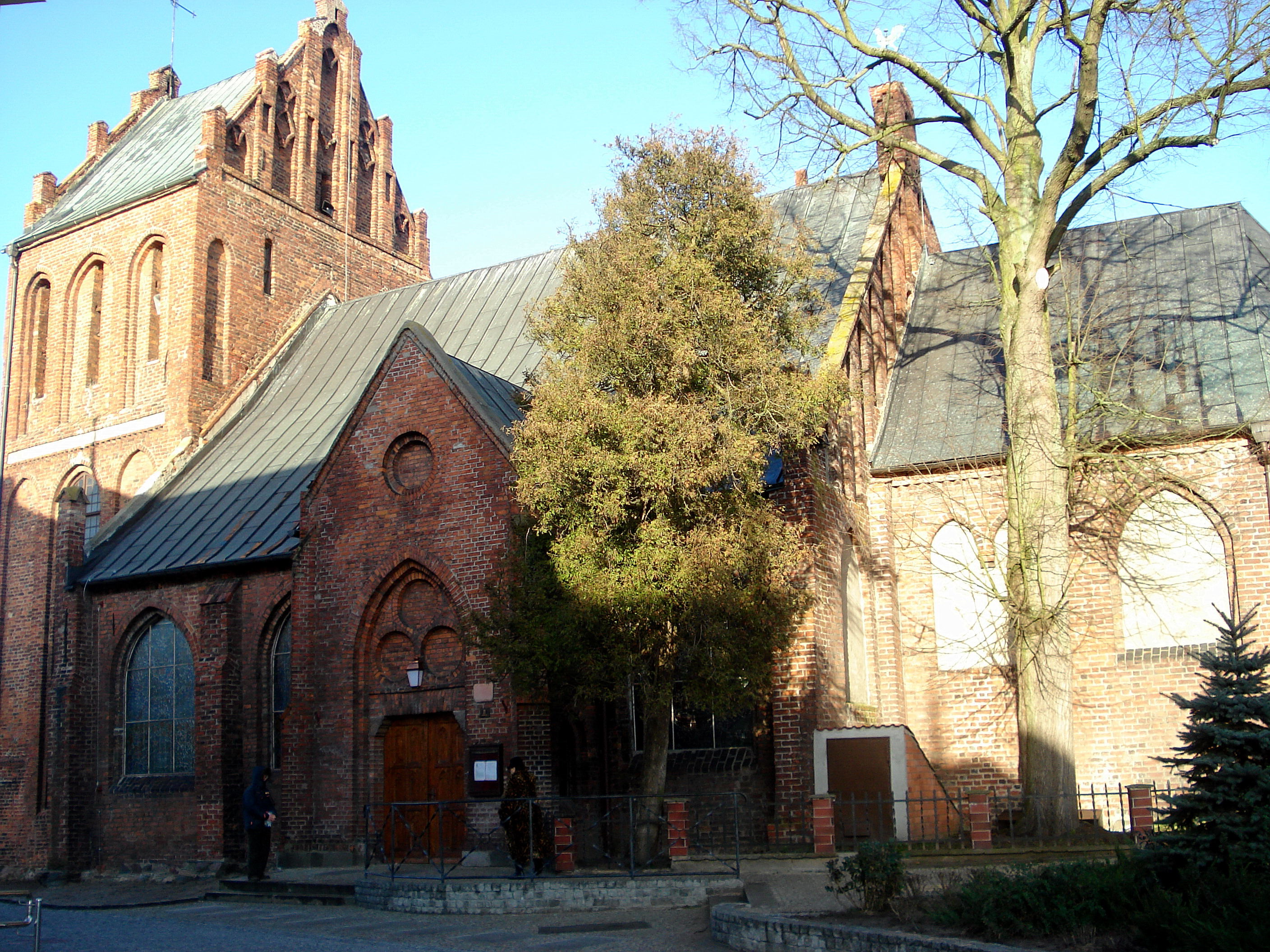
widok na kościół
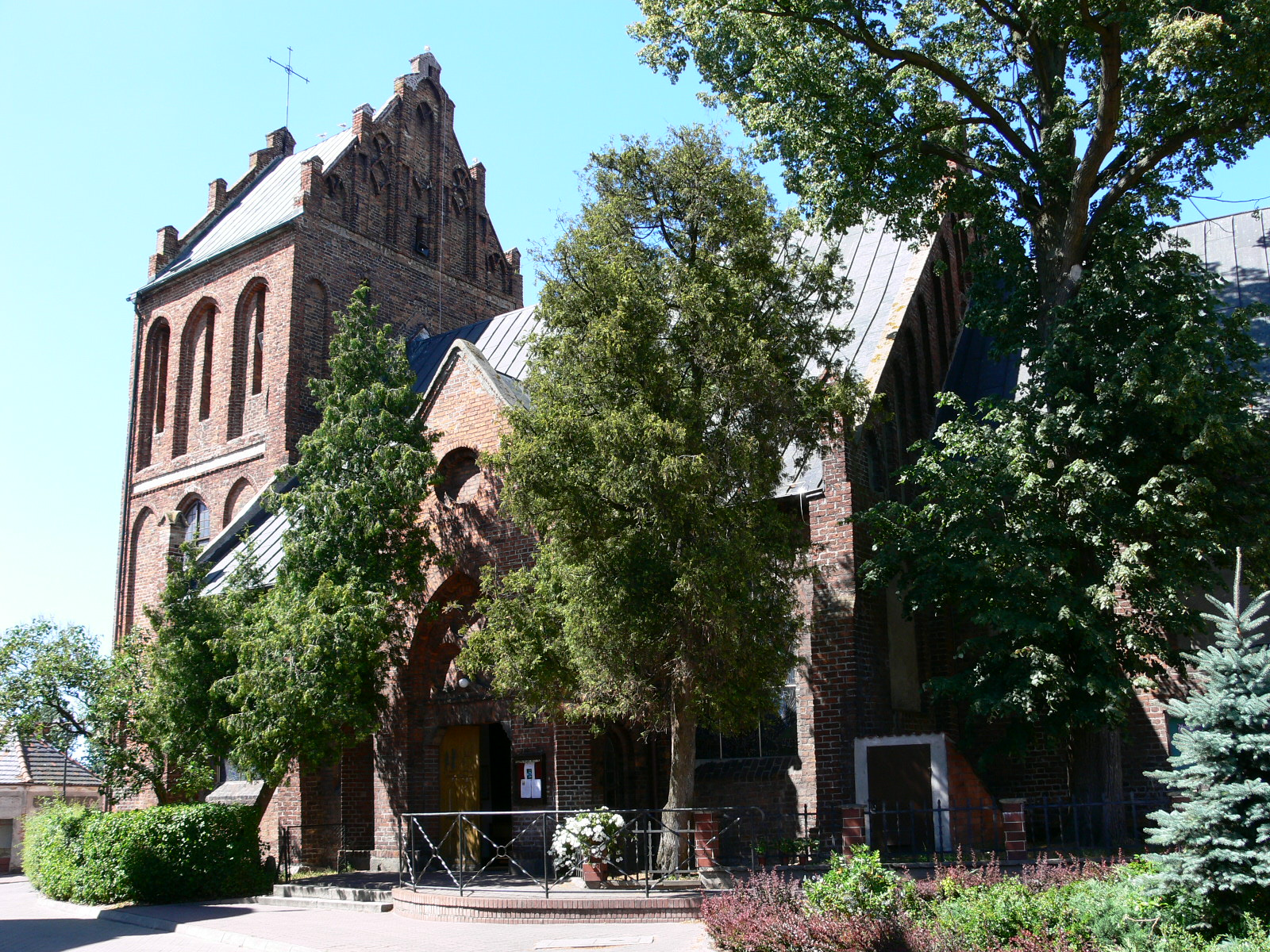
Widok na kościół
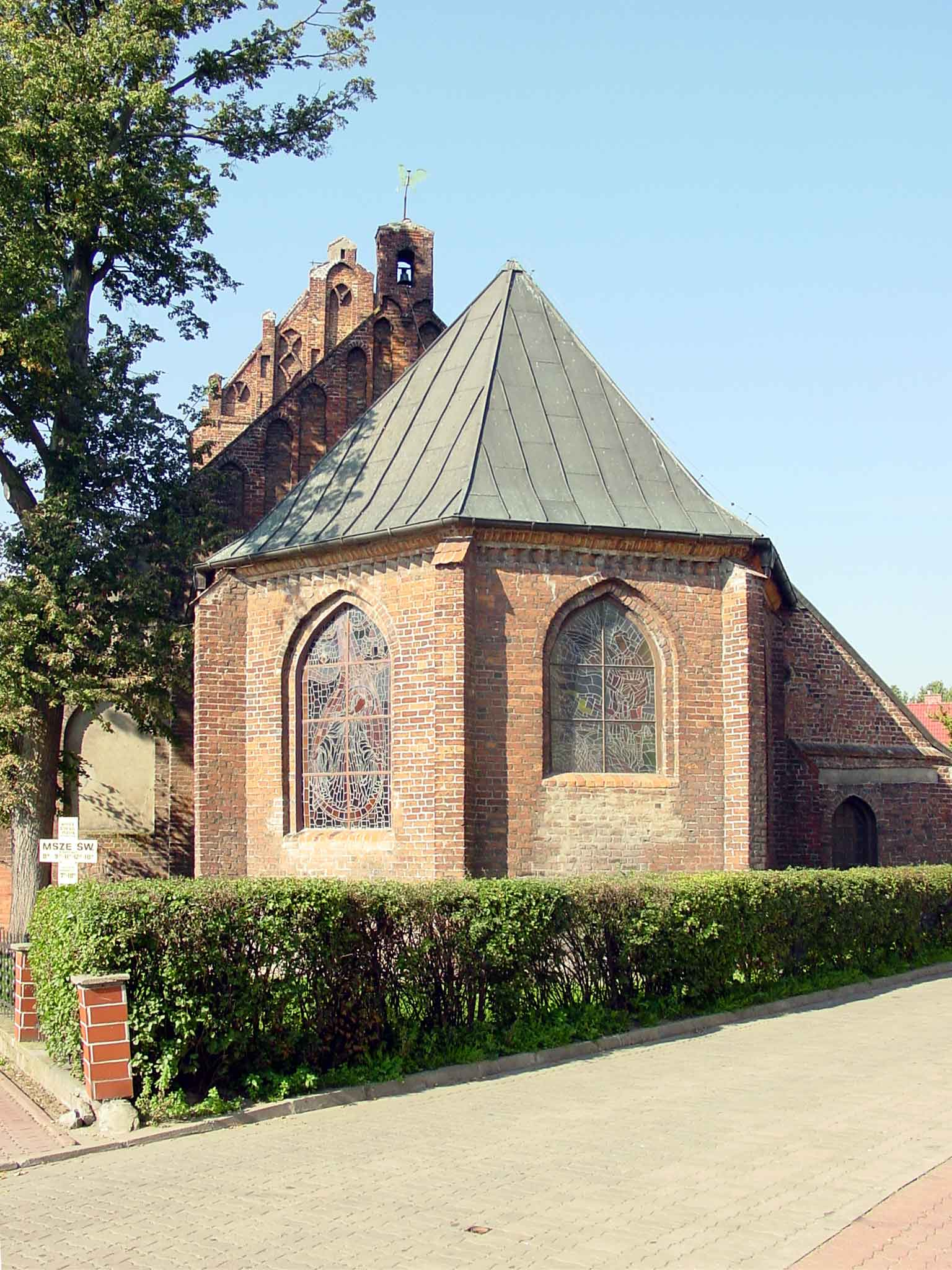
Prezbiterium
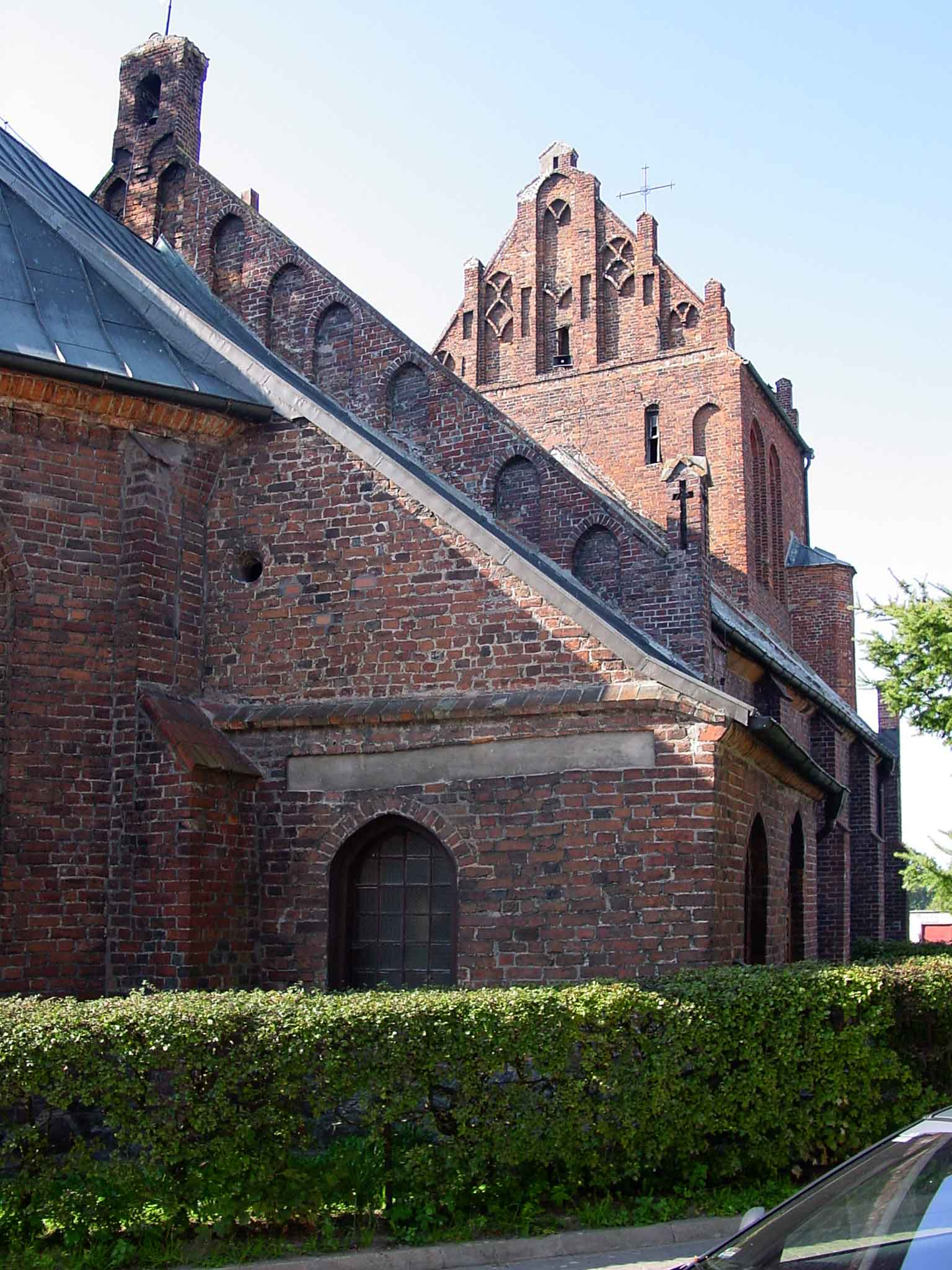
Widok od strony zakrystii
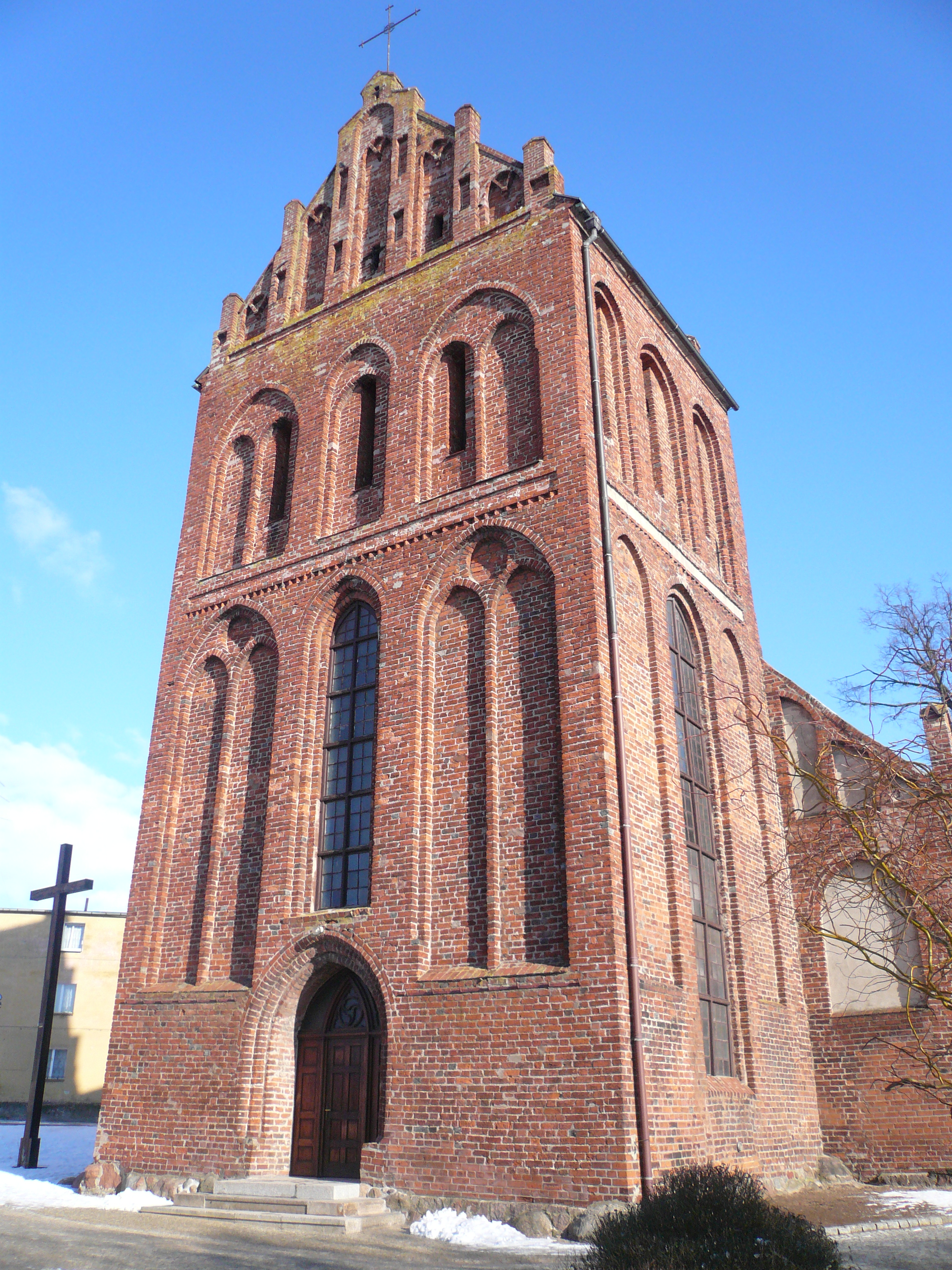
Wejście główne
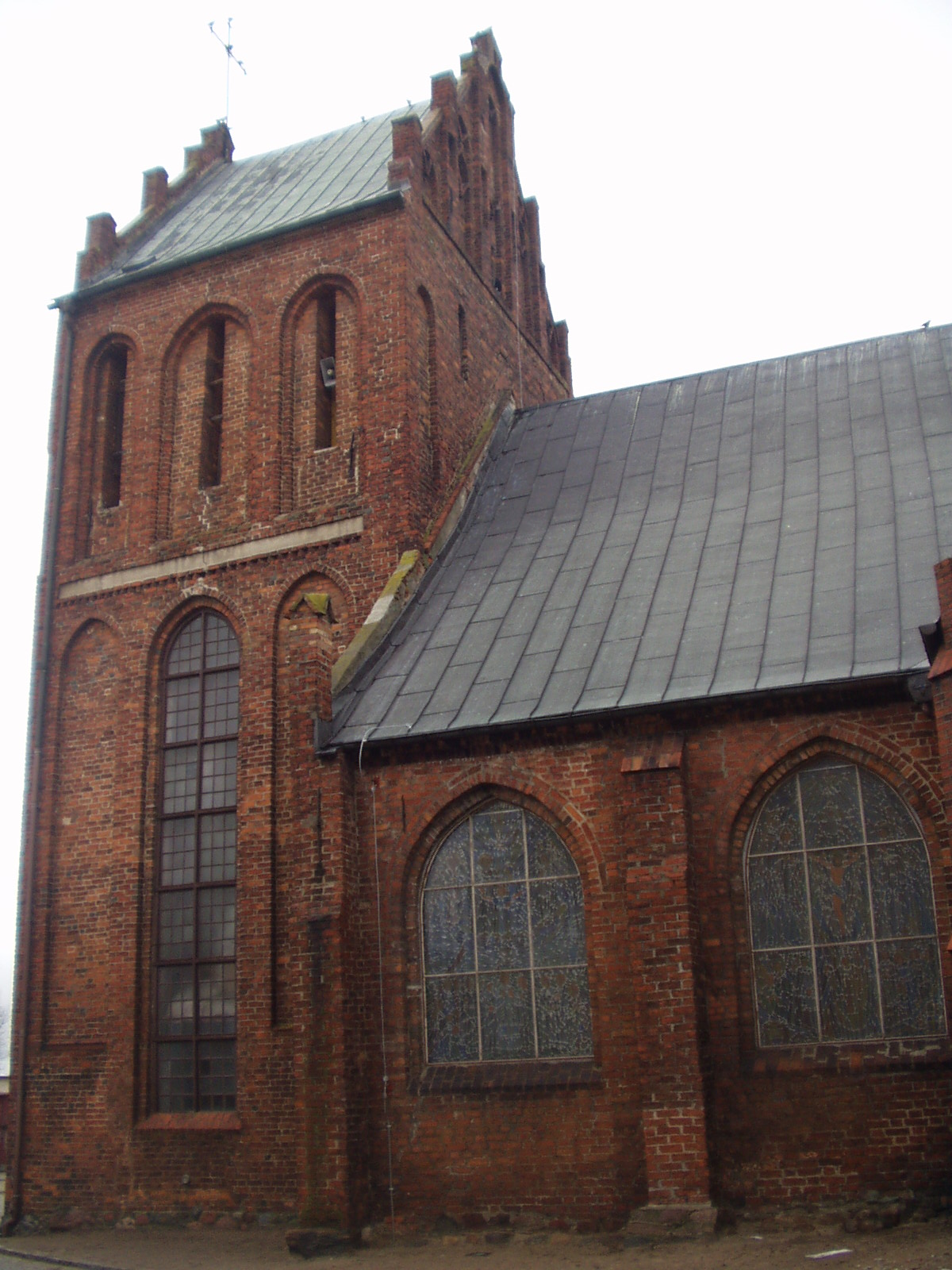
Widok na wieżę od strony południowej
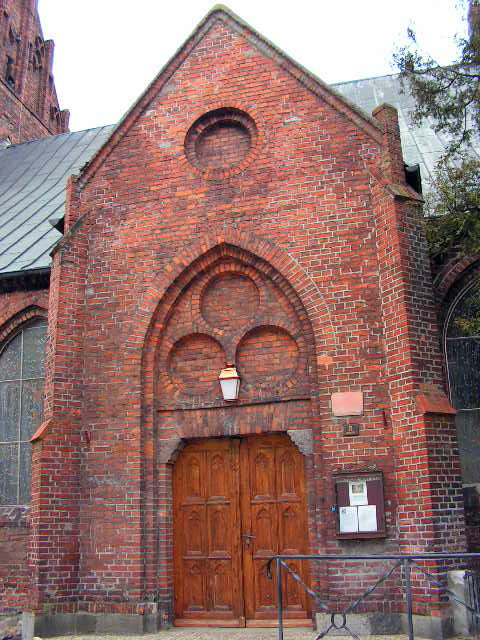
Wejście boczne do kościoła
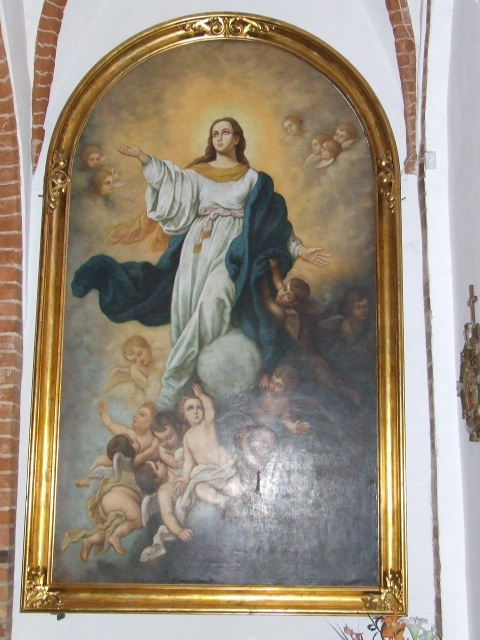
Ołtarz w nawie bocznej
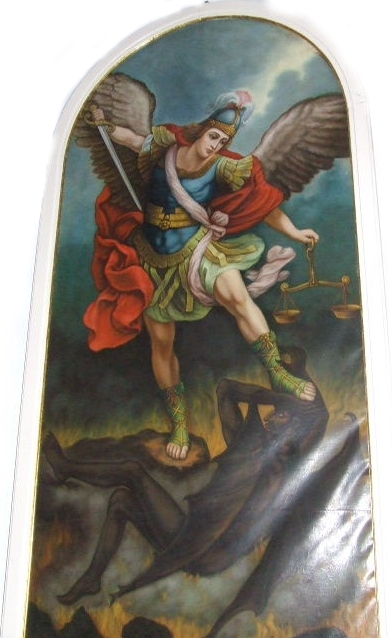
Ołtarz w nawie bocznej
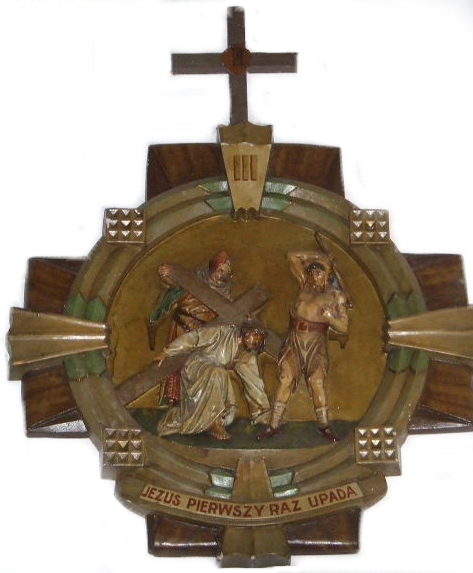
Stacja III
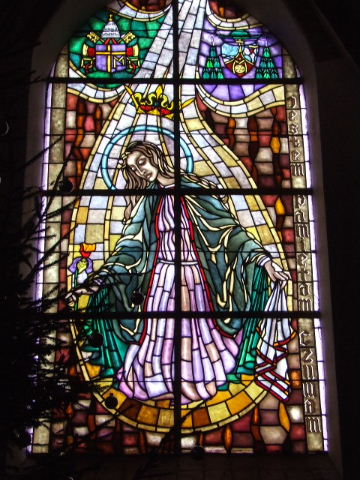
Jeden z witraży
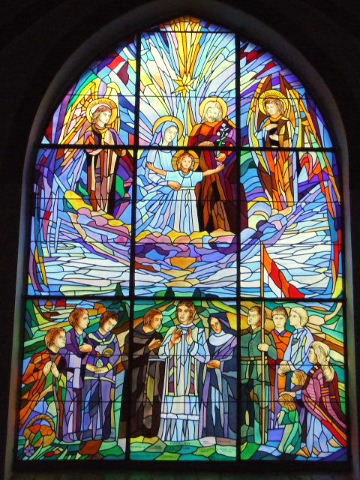
Jeden z witraży
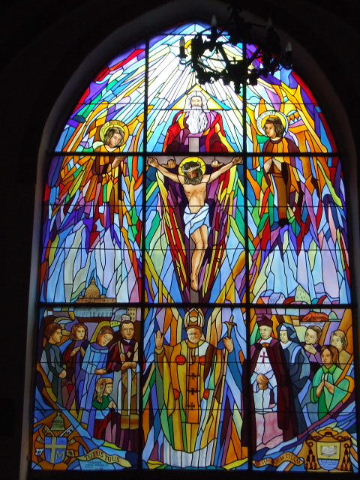
Jeden z witraży
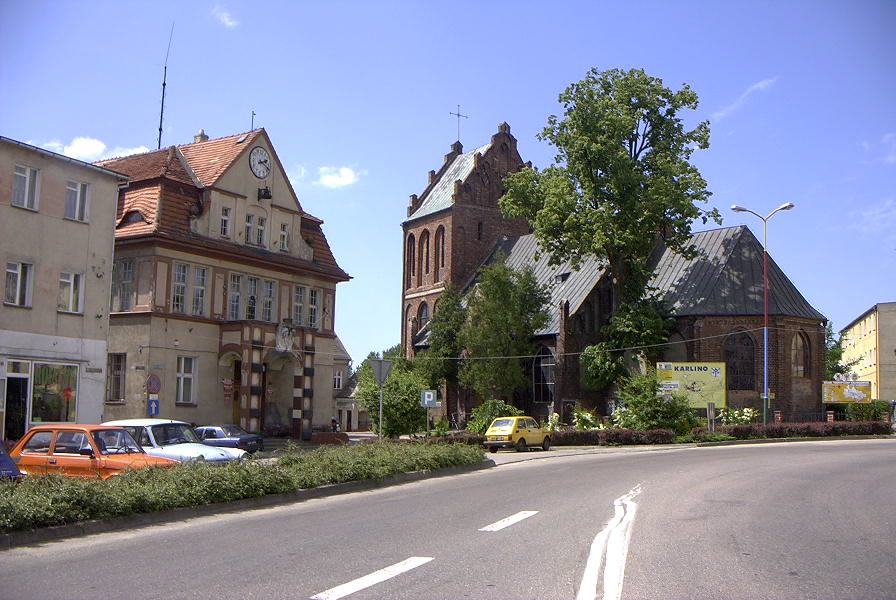
Widok na kościół i ratusz